# Nyctemera lombokiana
Nyctemera lombokiana är en fjärilsart som beskrevs av Arnold Pagenstecher 1898. Nyctemera lombokiana ingår i släktet Nyctemera och familjen björnspinnare. Inga underarter finns listade i Catalogue of Life.